# Savoyai Jenő-szobor
Savoyai Jenő szobra a Budavári Palota Pest felé néző hosszanti oldalán, a Savoyai teraszon, a Magyar Nemzeti Galéria főbejárata előtt áll. A lovas szobrot 1900-ban állították fel mai helyére.

## A szobor
A Budát a török uralom alól felszabadító sereg egyik parancsnoka, Savoyai Jenő szobrát – Nay Rezső építész közreműködésével – Róna József készítette. A szobrot eredetileg Zenta rendelte, de a meghirdetett sorsjátékon nem vettek elegen részt, így nem gyűlt össze a szükséges pénz. A város nem vette át a kész szobrot, és a művész csődközelbe került. Az alkotást végül Széll Kálmán miniszterelnök javaslatára megvásárolta a magyar állam.
Az alkotást először 1899-ben a tavaszi tárlat idején a Műcsarnok előtt állították ki talpazat nélkül, majd egy év múlva került mai helyére. A második világháborúban megrongálódott. 1968 lebontották, restaurálták, majd 1971-ben ismét felállították. A mészkő talapzat 560 centiméter, a bronz lovas szobor 470 centiméter magas. A domborműveken a zentai csata jelenetei – a sáncok bevétele és a lovasroham – láthatóak. Felettük két török fogoly, amelyek Ivan Meštrović munkái.
A szobor kis méretű változata a Magyar Nemzeti Galéria gyűjteményében van, valószínűleg a terv részeként mutatta be Róna József a megrendelőnek.  A ló modellje Andrássy Tivadar gróf egyik lipicai ménje, a hercegé pedig a bécsi Spanyol Lovasiskola egyik  növendéke volt.